# بلدینگ (میشیگان)
بلدینگ، میشیگان (به انگلیسی: Belding, Michigan) یک شهر در ایالات متحده آمریکا با جمعیت ۵٬۷۵۷ نفر است که در میشیگان واقع شده‌است.

## موقعیت جغرافیایی
موقعیت جغرافیایی شهرها و مناطق اطراف به شرح زیر است: